# Escuela Normal Doctor Juan Gregorio Pujol
La Escuela Normal “Doctor Juan Gregorio Pujol” es un establecimiento educativo público  ubicado en la calle General Simón Bolívar 1148, de la Ciudad de Corrientes, Provincia de Corrientes, Argentina. Localmente se la conoce como Escuela Normal.
El edificio actual ocupa tierras que pertenecen al gobierno nacional en la manzana entre las calles Bolívar, San Juan, Belgrano y Mendoza. El edificio se construyó luego de que el establecimiento ocupara, durante los primeros años, el predio donde actualmente se ubica la Municipalidad de la Ciudad de Corrientes.
En enero de 2015 es declarada "Monumento Histórico Nacional", según el Decreto 114 firmado por la Presidenta Cristina Fernández de Kirchner, que fue ratificado por la Ley 27317 en 2016.

## Historia
En 1880 se colocó la piedra fundamental del primer predio, en el solar dominico de la vieja capital, que en la actualidad está la edificación del Municipio de la Ciudad de Corrientes. La construcción fue financiada por el fisco provincial y los aportes populares.
Esta Escuela se fundó durante el gobierno del Teniente General Julio A. Roca y comenzó a funcionar un año después de su fundación, en 1884.
En 1921 comenzó la construcción del edificio actual, de características neoclásicas y planta claustral, organizado en dos niveles en torno a patios, con pabellones laterales abiertos hacia espacios verdes. 
Las instalaciones donde se emplaza en la actualidad, entre la intersección de los dos ejes de la ciudad: en la manzana limitada por las calles Bolívar, Belgrano, Mendoza y San Juan. Su superficie total es de 11.273,06 metros cuadrados.
El nombre “Doctor Juan Gregorio Pujol” le fue asignado en 1933 por decreto del presidente Agustín Pedro Justo, en homenaje y reconocimiento al pionero de la educación correntina y quien fuera Gobernador de Corrientes, Juan Gregorio Pujol, autor de la primera Ley de Educación Primaria Obligatoria y de la primera de Enseñanza Normal en Corrientes.
La construcción edilicia se realizó en tres etapas; el primer pabellón se inauguró en 1927, sobre las calles Belgrano y San Juan; la segunda sección se inauguró en 1928, sobre las calles Belgrano y Mendoza; y la tercera etapa en 1935, sobre la calle Bolívar. El edificio fue entregado y puesto en funcionamiento en 1937 según consigna la Enciclopedia virtual correntina.
El establecimiento conserva un mobiliario de gran valor patrimonial procedente de los siglos XIX y XX, además de instrumentos musicales y réplicas de bustos de investigadores y referentes intelectuales.

## Edificación
El edificio actual (que ocupa la manzana 276 de Nomenclatura Catastral entre las calles Bolívar, San Juan, Belgrano y Mendoza) tiene características neoclásicas y planta claustral; está organizado en dos niveles, en torno a patios, con pabellones laterales que se abren a espacios verdes, complementándose con las arboledas de las veredas e integrando visualmente la obra al entorno.

## Niveles educativos
En esta institución se imparten clases para cuatro niveles educativos, y funciona en tres turnos: mañana, vespertino y noche.
El ingreso del turno mañana es por calle Belgrano, el ingreso del turno vespertino y noche es por calle Bolívar 1148. Además, el ingreso para el Centro de Desarrollo Infantil es por calle Mendoza.
En el turno noche, desde las 18:20 hs. se cursan carreras de nivel superior no universitario, en el Instituto Superior de Formación Docente (ISFD) "Dr. Juan Gregorio Pujol". Las carreras disponibles son:
- Profesorado de Educación Inicial
- Profesorado de Educación Primaria
- Profesorado de Educación Secundaria en Informática
- Profesorado en Lengua
- Profesorado en Matemática
- Profesorado de Teatro

## Monumento Histórico Nacional
Según consta en la aprobación de la Escuela como Monumento Histórico Nacional en 2015, Corrientes había manifestado tempranamente su preocupación por la formación de docentes, ya que a partir del año 1880 solicitó reiteradamente al Gobierno Nacional la creación de una "Escuela Normal de Maestras".
Las clases se iniciaron cuatro años después, el 17 de marzo de 1884, con un plantel docente del que formaban parte dos profesoras norteamericanas convocadas por Domingo Faustino Sarmiento, y cuatro años después el ministro de Instrucción Pública de la Nación entregó el título de Maestra Normal Nacional a 18 jóvenes correntinas.